# ابوت (ویرجینیا)
ابوت، ویرجینیا (به انگلیسی: Abbott, Virginia) در ایالات متحده آمریکا است که در ویرجینیا واقع شده‌است.